# Torturm (Vellberg)

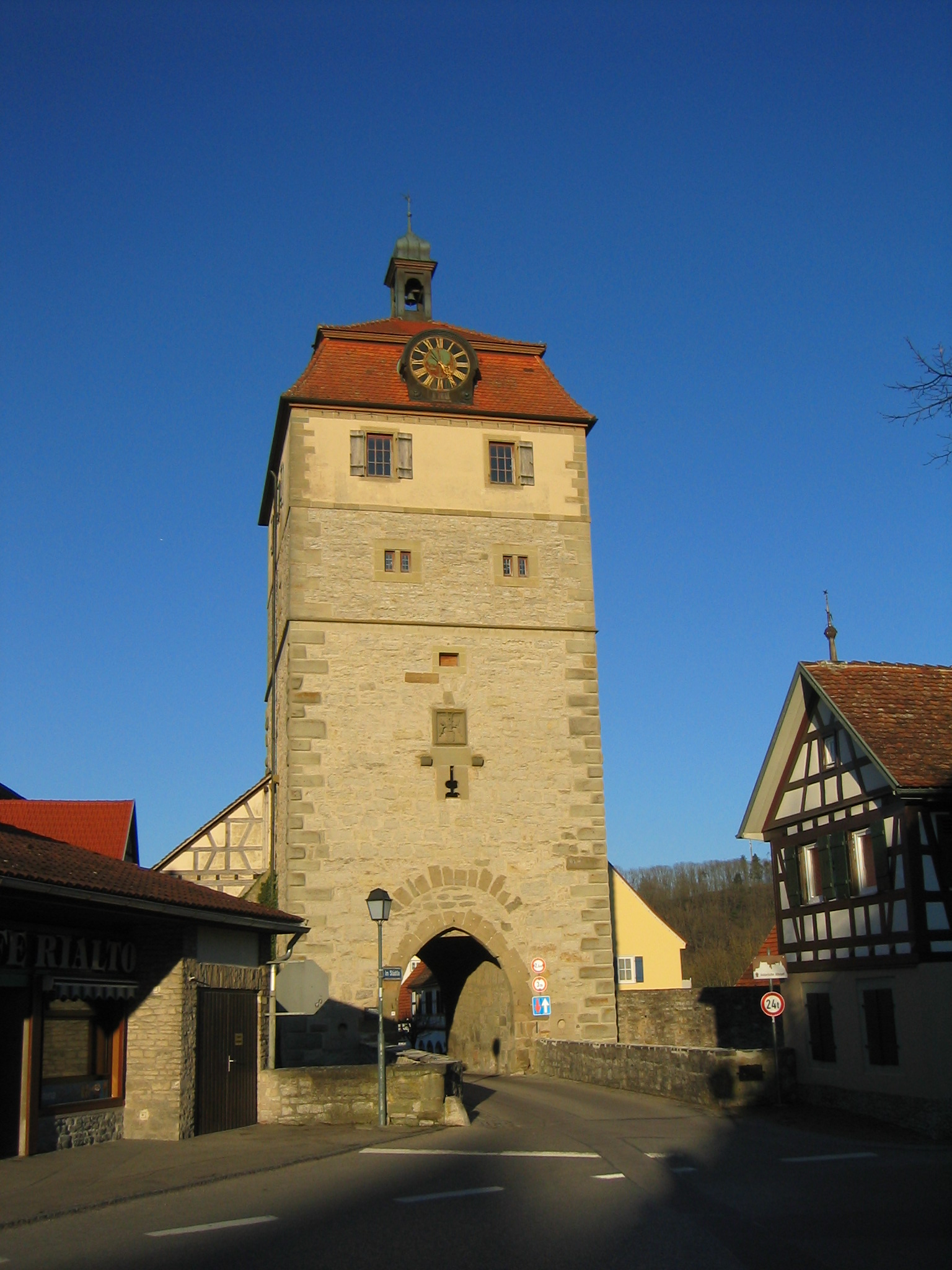
Der Torturm (2008)

Der Torturm in Vellberg ist ein historischer Profanbau.

## Beschreibung
In das Areal der früheren Vorburg gelangte man über eine Steinbrücke, die im 18. Jahrhundert errichtet wurde. Der Besucher durchquerte anschließend das spitzbogige Tor des Torturms. Dessen Grundmauern stehen in der Sohle des Stadtgrabens. Das Bauwerk ist über rechteckigem Grundriss erbaut und trägt ein Mansarddach, worauf ein Glockentürmchen ist. In einer Rundbogenpforte im zweiten Obergeschoss befindet sich die Jahreszahl 1489 (das Baudatum).  Johann Friedrich Reik hat den Torturm auf einer Bleistiftzeichnung nach dem Brand vom 26. September 1902 festgehalten. Die Ansicht des ausgebrannten Stadttorturms entstand am 28. September 1902.